# Honda CR-Z
Honda CR-Z — гибридное спортивное купе японского концерна Honda, который представил новый глава концерна Honda  Таканобу Ито в 2009 г. Производство модели началось в 2010 году (в Японии — 25 января). К началу продаж было заказано 7000 автомобилей. Со старта продаж было заказано более 10 000 автомобилей, что превзошло предположения компании. CR-Z продавалось в Японии, США и ряде стран Европы.
В 2016 году выпуск CR-Z был прекращён.

## Создание модели
Прототип гибридного автомобиля был представлен в 2007 году на Токийском автосалоне.
Автомобиль получил экстерьер в духе прежних автомобилей компании (Honda CR-X) с крупной решёткой радиатора и заметно округлённым кузовом. Интерьер был выполнен в спортивном стиле, что присуще облику автомобиля.

## Технические характеристики
Honda CR-Z оснащается электродвигателем мощностью 10 кВт (14 л.с.) и 1,5-литровым бензиновым мотором с мощностью 114 л. с.. Трансмиссии на выбор 2 — вариатор (с ним автомобиль расходует меньше топлива) или 6-ступенчатая механическая коробка передач. Привод автомобиль имеет передний. Разгон до 100 км/ч занимает 9,7 секунды.

## Галерея

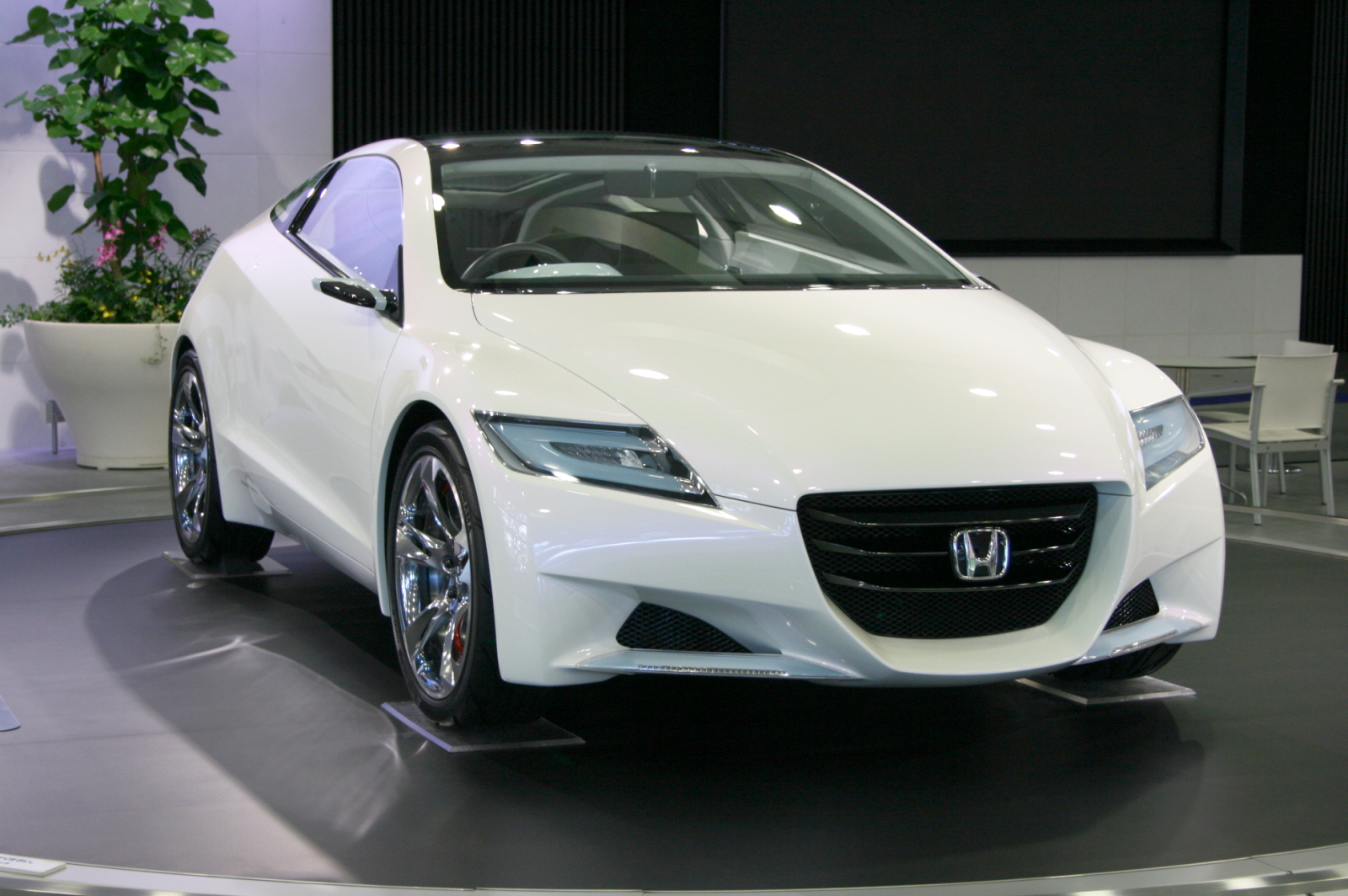
Honda CR-Z Concept 2007.
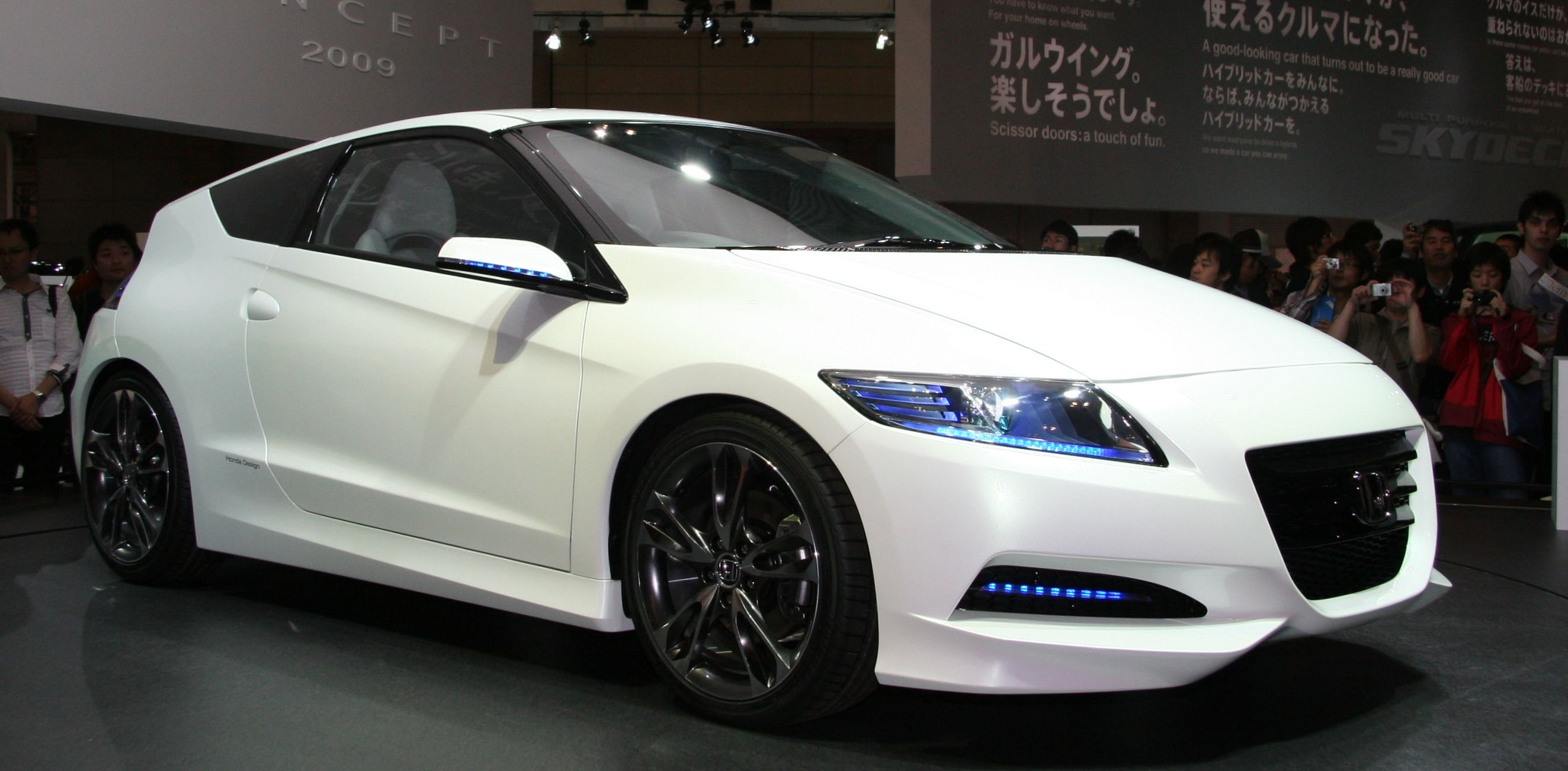
Honda CR-Z Concept 2009.
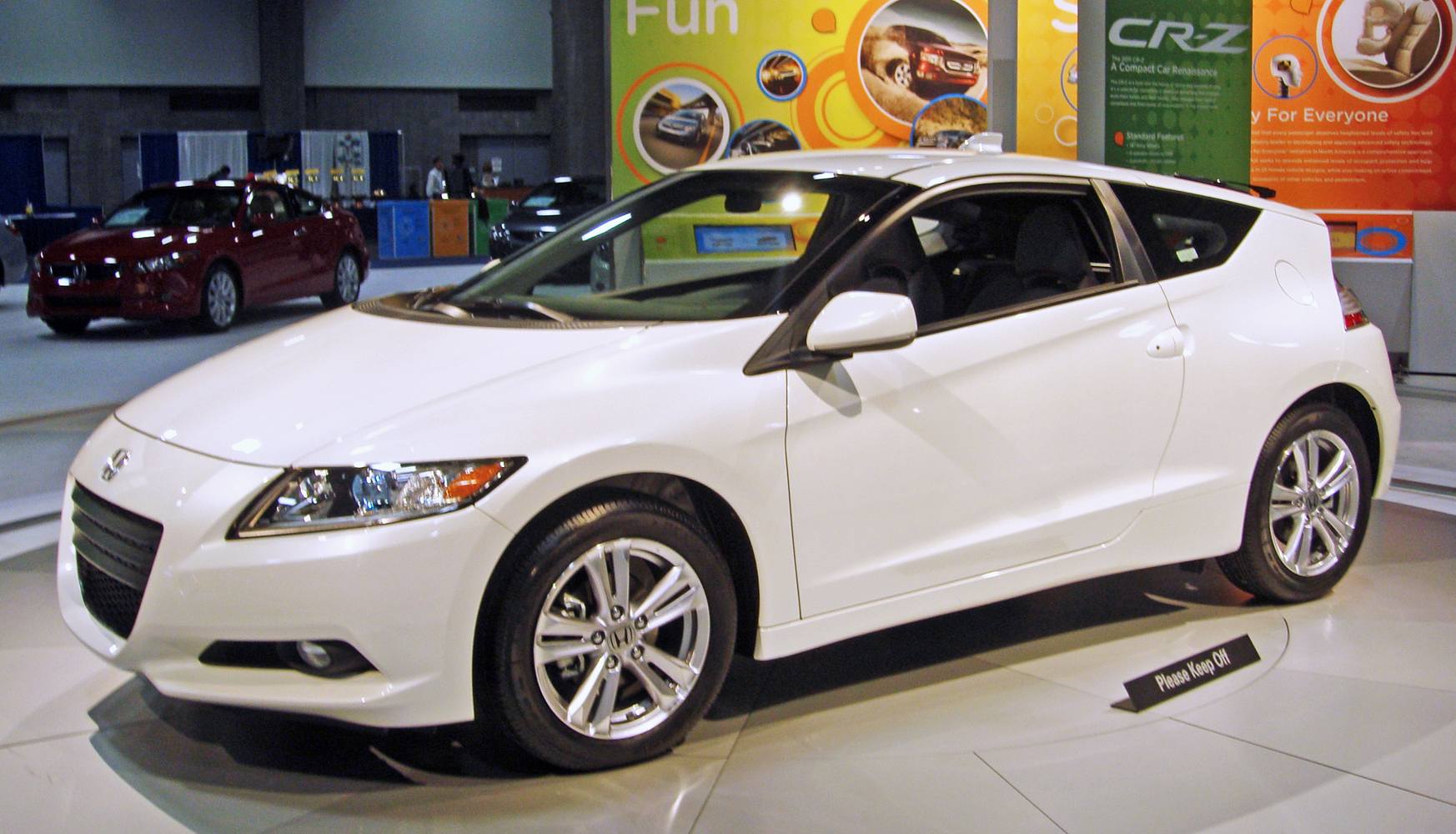
2011 Honda CR-Z серийная модель.
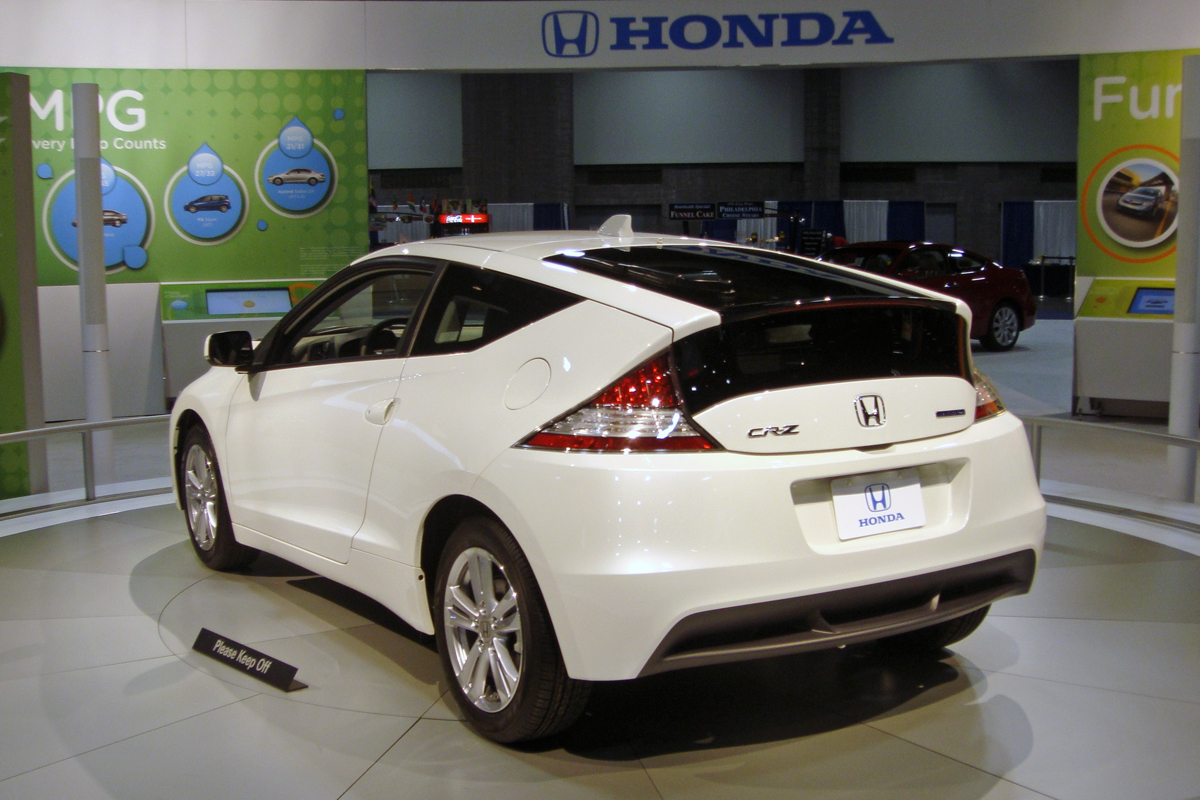
2011 Honda CR-Z серийная модель.